# Förlags AB Albinsson & Sjöberg
Förlags AB Albinsson & Sjöberg startades 1973. Företaget är en familjeägd koncern med huvudkontor i Karlskrona. 
Förlags AB Albinsson & Sjöberg är Nordens största motorförlag och ger ut ett antal olika magasin som distribueras i Norden. Dessutom arrangeras årligen ett tiotal mässor och event som tillsammans lockar cirka 200.000 besökare. I koncernen FabasGruppen AB finns även motorsportbanan Mantorp Park samt ett delägande i Emmaboda Flygbana, där arrangeras några av förlagets årliga event. Förlaget driver också Albinsson & Sjöberg Bilmuseum och Karlskrona Porslinsmuseum.

## Albinsson & Sjöbergs samtliga publikationer
- Bilsport 1962
- Bilsport Rally & Racing
- Nostalgia Magazine 1993
- Bilsport Classic
- Fyndbörsen
- Klassiska Lastbilar
- Rock'n'roll (tidning)
- Trailer(tidning)
- Traktor(tidning)
- Trucking Scandinavia

## Tidigare publikationer
- Elektronikvärlden/Ljud & Bild mfl.